# Emydidae
Emydidae este o familie de broaște țestoase.

## Clasificare
Familia Emydidae
- Subfamilia Emydinae
  - Genus Emys
  - Genus Emydoidea
  - Genus Actinemys
  - Genus Clemmys
  - Genus Glyptemys
  - Genus Terrapene
- Subfamilia Deirochelyinae
  - Genus Deirochelys
  - Genus Chrysemys
  - Genus Graptemys
  - Genus Malaclemys
  - Genus Pseudemys
  - Genus Trachemys